# Morti nel 1698
| Questa pagina contiene informazioni ricavate automaticamente dalle voci biografiche con l'ausilio del template Bio e di un bot. L'aggiornamento è periodico e automatico e ricostruisce completamente la pagina. Se manca una persona in questa lista, sei pregato di non aggiungerla, ma accertati piuttosto che la sua voce biografica contenga il template Bio e che i dati anagrafici siano correttamente compilati. Se il template Bio manca, inseriscilo tu stesso o, in alternativa, metti l'avviso {{tmp\|Bio}} che ne segnala la mancanza. Se i dati riportati sono sbagliati, correggi direttamente la voce biografica; le modifiche saranno visibili in questa lista entro pochi giorni. Per chiarimenti vedi il progetto biografie. La lista contiene solo le 84 persone che sono citate nell'enciclopedia e per le quali è stato implementato correttamente il template Bio. Pagina aggiornata al 9 nov 2024. |

## Gennaio(9)
- 10 gennaio - Antonio Fineschi da Radda, poeta e drammaturgo italiano (n. 1634)
- 10 gennaio - Louis-Sébastien Le Nain de Tillemont, storico francese (n. 1637)
- 14 gennaio - Jacques Pradon, drammaturgo e scrittore francese (n. 1632)
- 15 gennaio - Girolamo Borghesi, vescovo cattolico italiano (n. 1616)
- 15 gennaio - Orazio Roberto Pucci, nobile italiano (n. 1625)
- 20 gennaio - Giannicolò Conti, cardinale e vescovo cattolico italiano (n. 1617)
- 21 gennaio - Johann Philipp Treffler, artigiano tedesco (n. 1625)
- 22 gennaio - Federico Casimiro Kettler, duca (n. 1650)
- 23 gennaio - Ernesto Augusto di Brunswick-Lüneburg, vescovo luterano tedesco (n. 1629)

## Febbraio(1)
- 28 febbraio - Nicolò Minato, poeta, librettista e impresario teatrale italiano

## Marzo(5)
- 6 marzo - Philip Sidney, III conte di Leicester, nobile e politico inglese (n. 1619)
- 8 marzo - Federico II Gonzaga di Luzzara, nobile italiano (n. 1636)
- 11 marzo - Anton Goubau, pittore fiammingo (n. 1616)
- 14 marzo - Claes Rålamb, politico svedese (n. 1622)
- 16 marzo - Leonora Cristina Ulfeldt, contessa (n. 1621)

## Aprile(5)
- 5 aprile - Flavio Orsini, duca italiano (n. 1620)
- 6 aprile - Caterina di Bar, religiosa francese (n. 1614)
- 9 aprile - Gilbert de Sève, pittore francese (n. 1615)
- 11 aprile - Charles Morton, pastore protestante inglese (n. 1698)
- 27 aprile - Jacopo Chiavistelli, pittore e scenografo italiano (n. 1621)

## Maggio(2)
- 3 maggio - Federico III di Wied, nobile tedesco (n. 1618)
- 26 maggio - Luigi II d'Este, nobile italiano (n. 1648)

## Giugno(5)
- 5 giugno - Domenico Minio, vescovo cattolico italiano (n. 1628)
- 5 giugno - Elizabeth Murray, II contessa di Dysart, nobildonna scozzese (n. 1626)
- 11 giugno - Balthasar Bekker, presbitero, filosofo e teologo olandese (n. 1634)
- 21 giugno - John Arundell, II barone Arundell di Trerice, politico inglese (n. 1649)
- 29 giugno - Paluzzo Paluzzi Altieri degli Albertoni, cardinale e arcivescovo cattolico italiano (n. 1623)

## Luglio(6)
- 9 luglio - Live Larsdatter, farmacista danese (n. 1575)
- 12 luglio - Giovanni Giustino Ciampini, storico, matematico e giornalista italiano (n. 1633)
- 13 luglio - Charles Somerset, marchese di Worcester, nobile inglese (n. 1660)
- 18 luglio - Carlo Rinaldini, matematico, ingegnere militare e filosofo italiano (n. 1615)
- 29 luglio - Bartolomeo Gradenigo, vescovo cattolico italiano (n. 1636)
- 30 luglio - Giovanni Battista Merano, pittore italiano (n. 1632)

## Agosto(2)
- 5 agosto - Johann Philipp Bettendorff, gesuita, missionario e pittore lussemburghese (n. 1625)
- 29 agosto - José Sanz de Villaragut, vescovo cattolico spagnolo (n. 1633)

## Settembre(2)
- 3 settembre - Robert Howard, nobile e politico inglese (n. 1626)
- 10 settembre - Francesco D'Andrea, giurista, filosofo e politico italiano (n. 1625)

## Ottobre(7)
- 4 ottobre - Andrea Malinconico, pittore italiano (n. 1635)
- 6 ottobre - Johann Carl Loth, pittore tedesco (n. 1632)
- 10 ottobre - Ettore Secondino Albergante, presbitero, poeta e musicista italiano (n. 1614)
- 11 ottobre - William Molyneux, scienziato e scrittore irlandese (n. 1656)
- 11 ottobre - Merfizonlu Hacı Ali Pascià, politico ottomano
- 24 ottobre - Daniel de Rémy de Courcelles, politico francese (n. 1626)
- 28 ottobre - Francesco Ruggieri, liutaio italiano

## Novembre(8)
- 4 novembre - Rasmus Bartholin, fisico, medico e scienziato danese (n. 1625)
- 10 novembre - Giovanni Giorgio II di Sassonia-Eisenach, nobile tedesco (n. 1665)
- 13 novembre - Giovanni di Leiningen-Dagsburg-Falkenburg, nobiluomo tedesco (n. 1662)
- 13 novembre - Philipp von Zesen, poeta e scrittore tedesco (n. 1619)
- 17 novembre - Ataullah Muhammad Shah II di Kedah, sovrano malese
- 17 novembre - Cristiano di Schleswig-Holstein-Sonderburg-Glücksburg, duca (n. 1627)
- 19 novembre - Petro Dorofijovyč Dorošenko, militare ucraino (n. 1627)
- 28 novembre - Louis de Buade de Frontenac, funzionario francese (n. 1622)

## Dicembre(9)
- 1º dicembre - Ferdinando Giuseppe di Dietrichstein, nobile austriaco (n. 1628)
- 7 dicembre - Andrea Guarneri, liutaio italiano (n. 1626)
- 13 dicembre - Zbigniew Morsztyn, poeta, scrittore e traduttore polacco (n. 1628)
- 14 dicembre - Johann Gottfried von Guttenberg, vescovo cattolico tedesco (n. 1645)
- 16 dicembre - Simone Pignoni, pittore e scultore italiano (n. 1611)
- 21 dicembre - Francesco Scala, pittore italiano (n. 1643)
- 26 dicembre - Volfango Giulio di Hohenlohe-Neuenstein, conte tedesco (n. 1622)
- 27 dicembre - Francesco Negri, presbitero, esploratore e scrittore italiano (n. 1623)
- 29 dicembre - Enrico Alberto di Cossé-Brissac, nobile francese (n. 1645)

## Senza giorno specificato(23)
- Nan Tharat, sovrano laotiano
- Nicholas Barbon, economista inglese (n. 1640)
- Gerrit Adriaenszoon Berckheyde, pittore olandese (n. 1638)
- George Berkeley, I conte di Berkeley, politico inglese (n. 1628)
- Jacques Blondeau, incisore fiammingo (n. 1655)
- Giuseppe Branciforte, principe di Leonforte, nobile e politico italiano (n. 1614)
- Giovanni Stefano Caramia, pittore italiano (n. 1630)
- Charles-Jean-François Chéron, medaglista francese (n. 1635)
- Oberto Della Torre, doge italiano (n. 1617)
- Marie Champmeslé, attrice teatrale francese (n. 1642)
- Michelangelo Fracanzani, attore teatrale e pittore italiano (n. 1638)
- Johann Heinrich Heidegger, teologo svizzero (n. 1633)
- Girolamo Lucenti, scultore italiano (n. 1627)
- Richard Morton, medico inglese (n. 1637)
- Giannettino Odone, doge (n. 1626)
- Giuseppe Orceoli, giurista italiano (n. 1622)
- Françoise Pascal, poetessa, drammaturga e pittrice francese (n. 1632)
- Giacomo Pignatelli, teologo italiano (n. 1625)
- Gaudenzio Sceti, scultore e incisore italiano
- Justus Vingboons, architetto olandese
- Girolamo Vitali, astrologo, matematico e religioso italiano (n. 1623)
- Lawrence Washington, militare e politico statunitense (n. 1659)
- Bozoklu Mustafa Pascià, politico e militare ottomano (n. 1638)